# 1re législature du Canada

La distribution des sièges de la 1re législature du Canada

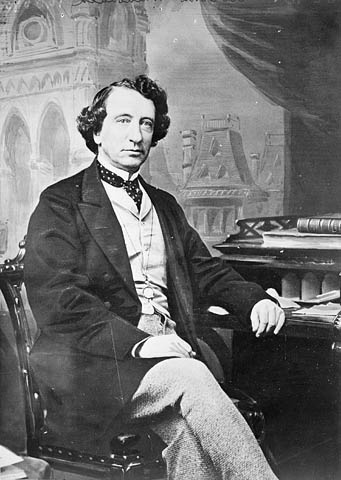
Sir John A. Macdonald est Premier ministre du Canada lors de la 1re législature.

La 1re législature du Canada a été en session du 6 novembre 1867 au 8 juillet 1872. La composition en a été déterminée par l'élection fédérale canadienne de 1867, du 7 août au 20 septembre 1867, et ne fut que légèrement modifié par des démissions et élections partielles jusqu'à ce qu'il soit prorogé avant l'élection de 1872. La liste de députés présentée ici est la composition finale de la législature ; les députés ayant fait partie de la législature mais ayant démissionné ou décédé sont listés en bas de page.
Le Parti conservateur/libéral-conservateur forme un gouvernement majoritaire sous le premier ministre John A. Macdonald. Le Parti libéral du Canada forme l'Opposition officielle, dirigé par Edward Blake de 1869 à 1871. Le poste de Président de la Chambre des communes est détenu par James Cockburn.
Il y eut cinq sessions de la 1re législature.
| Session | Début           | Fin           |
| ------- | --------------- | ------------- |
| 1e      | 6 novembre 1867 | 22 mai 1868   |
| 2e      | 15 avril 1869   | 22 juin 1869  |
| 3e      | 15 février 1870 | 12 mai 1870   |
| 4e      | 15 février 1871 | 14 avril 1871 |
| 5e      | 11 avril 1872   | 14 juin 1872  |

## Nouvelle-Écosse
|  | Nom                             | Parti                 | Circonscription |
|  | ------------------------------- | --------------------- | --------------- |
|  | William Hallett Ray (en)        | Libéral*              | Annapolis       |
|  | Hugh McDonald                   | Libéral-conservateur* | Antigonish      |
|  | James Charles McKeagney (en)    | Libéral-conservateur* | Cap Breton      |
|  | Frederick M. Pearson (en)1      | Libéral               | Colchester      |
|  | Charles Tupper                  | Conservateur          | Cumberland      |
|  | Alfred William Savary (en)      | Conservateur*         | Digby           |
|  | Stewart Campbell (en)           | Libéral-conservateur* | Guysborough     |
|  | Alfred Gilpin Jones             | Indépendant*          | Halifax         |
|  | Patrick Power (en)              | Libéral               | Halifax         |
|  | Joseph Howe                     | Libéral-conservateur* | Hants           |
|  | Hugh Cameron (en)               | Libéral-conservateur* | Inverness       |
|  | Leverett de Veber Chipman (en)² | Libéral               | King's          |
|  | Edmund Mortimer McDonald (en)   | Libéral-conservateur* | Lunenburg       |
|  | James William Carmichael (en)   | Libéral*              | Pictou          |
|  | James Fraser Forbes             | Libéral*              | Queens          |
|  | Isaac LeVesconte (en) ³         | Conservateur          | Richmond        |
|  | Thomas Coffin (en)              | Libéral-conservateur* | Shelburne       |
|  | William Ross (en)               | Libéral*              | Victoria        |
|  | Frank Killam (en)³              | Libéral               | Yarmouth        |

* Élu en tant qu'anti-confédéré. Le Parti anti-confédération se dissout après avoir échoué à obtenir la sécession de la Nouvelle-Écosse de la confédération. En 1869 ses membres se joignent à d'autres partis ; un anti-confédéré devient député indépendant.
1 Élu lors d'une élection partielle le 8 novembre 1870
² Élu lors d'une élection partielle le 23 juin 1870
³ Élu lors d'une élection partielle le 20 avril 1869

## Nouveau-Brunswick
|  | Nom                                          | Parti                | Circonscription             |
|  | -------------------------------------------- | -------------------- | --------------------------- |
|  | John Wallace                                 | Libéral              | Albert                      |
|  | Charles Connell                              | Libéral              | Carleton                    |
|  | John Bolton                                  | Libéral              | Charlotte                   |
|  | John Hamilton Gray                           | Conservateur         | Cité et Comté de Saint-Jean |
|  | Samuel Leonard Tilley                        | Libéral-conservateur | Cité de Saint-Jean          |
|  | Timothy Warren Anglin                        | Libéral              | Gloucester                  |
|  | Auguste Renaud                               | Libéral              | Kent                        |
|  | George Ryan                                  | Libéral              | King's                      |
|  | John Mercer Johnson (décède en fonction)     | Libéral              | Northumberland              |
|  | Richard Hutchison1                           | Libéral              | Northumberland              |
|  | John Ferris                                  | Libéral              | Queen's                     |
|  | John McMillan (quitte ses fonctions)         | Libéral              | Restigouche                 |
|  | William Murray Caldwell2 (meurt en fonction) | Libéral              | Restigouche                 |
|  | George Moffat3                               | Conservateur         | Restigouche                 |
|  | Charles Burpee                               | Libéral              | Sunbury                     |
|  | John Costigan                                | Libéral-conservateur | Victoria                    |
|  | Albert James Smith                           | Libéral              | Westmorland                 |
|  | Charles Fisher (quitte ses fonctions)        | Libéral              | York                        |
|  | John Pickard4                                | Libéral indépendant  | York                        |

1 Élu lors d'une élection partielle le 24 décembre 1868
2 Élu lors d'une élection partielle le 13 mars 1868
3 Élu lors d'une élection partielle le 29 novembre 1870
4 Élu lors d'une élection partielle le 28 octobre 1868

## Québec
|  | Nom                                                        | Parti                    | Circonscription     |
|  | ---------------------------------------------------------- | ------------------------ | ------------------- |
|  | John Joseph Caldwell Abbott                                | Libéral-conservateur     | Argenteuil          |
|  | Pierre-Samuel Gendron                                      | Conservateur             | Bagot               |
|  | Christian Pozer                                            | Libéral                  | Beauce              |
|  | Michael Cayley                                             | Conservateur             | Beauharnois         |
|  | Louis-Napoléon Casault (quitte ses fonctions)              | Conservateur             | Bellechasse         |
|  | Télesphore Fournier1                                       | Libéral                  | Bellechasse         |
|  | Anselme Homère Pâquet                                      | Libéral                  | Berthier            |
|  | Théodore Robitaille                                        | Conservateur             | Bonaventure         |
|  | Christopher Dunkin (quitte ses fonctions)                  | Conservateur             | Brome               |
|  | Edward Brock Carter2                                       | conservateur             | Brome               |
|  | Pierre Basile Benoit                                       | Conservateur             | Chambly             |
|  | John Jones Ross                                            | Conservateur             | Champlain           |
|  | Simon Xavier Cimon                                         | Conservateur             | Charlevoix          |
|  | Luther Holton                                              | Libéral                  | Châteauguay         |
|  | Pierre-Alexis Tremblay                                     | Libéral                  | Chicoutimi—Saguenay |
|  | John Henry Pope                                            | Libéral-conservateur     | Compton             |
|  | Hector-Louis Langevin                                      | Conservateur             | Dorchester          |
|  | Louis-Adélard Sénécal                                      | Conservateur             | Drummond—Arthabaska |
|  | Pierre-Étienne Fortin                                      | Conservateur             | Gaspé               |
|  | Antoine-Aimé Dorion                                        | Libéral                  | Hochelaga           |
|  | John Rose (quitte ses fonctions)                           | Libéral-conservateur     | Huntingdon          |
|  | Julius Scriver3                                            | Libéral                  | Huntingdon          |
|  | François Béchard                                           | Libéral                  | Iberville           |
|  | Guillaume Gamelin Gaucher                                  | Conservateur             | Jacques-Cartier     |
|  | François Benjamin Godin                                    | Libéral                  | Joliette            |
|  | Charles Alphonse Pantaléon Pelletier4                      | Libéral                  | Kamouraska          |
|  | Alfred Pinsonneault                                        | Conservateur             | Laprairie           |
|  | Louis Archambeault                                         | Libéral-conservateur     | L'Assomption        |
|  | Joseph-Hyacinthe Bellerose                                 | Conservateur             | Laval               |
|  | Joseph-Godéric Blanchet                                    | Libéral-conservateur     | Lévis               |
|  | Barthélémy Pouliot                                         | Conservateur             | L'Islet             |
|  | Henry-Gustave Joly de Lotbinière                           | Libéral                  | Lotbinière          |
|  | George Caron                                               | Conservateur             | Maskinongé          |
|  | George Irvine                                              | Conservateur             | Mégantic            |
|  | Brown Chamberlin (quitte ses fonctions)                    | Conservateur             | Missisquoi          |
|  | George Barnard Baker5                                      | Libéral-conservateur     | Missisquoi          |
|  | Joseph Dufresne (quitte ses fonctions)                     | Conservateur             | Montcalm            |
|  | Firmin Dugas6                                              | Conservateur             | Montcalm            |
|  | Joseph-Octave Beaubien                                     | Conservateur             | Montmagny           |
|  | Jean Langlois                                              | Conservateur             | Montmorency         |
|  | Thomas Workman                                             | Libéral                  | Montréal-Centre     |
|  | George-Étienne Cartier                                     | Libéral-conservateur     | Montréal-Est        |
|  | Thomas D'Arcy McGee (assassiné en fonction)                | Libéral-conservateur     | Montréal-Ouest      |
|  | Michael Patrick Ryan7                                      | Libéral-conservateur     | Montréal-Ouest      |
|  | Sixte Coupal dit la Reine                                  | Libéral                  | Napierville         |
|  | Joseph Gaudet                                              | Conservateur             | Nicolet             |
|  | Alonzo Wright                                              | Libéral-conservateur     | Comté d'Ottawa      |
|  | Edmund Heath                                               | Conservateur             | Pontiac             |
|  | Jean-Docile Brousseau                                      | Conservateur             | Portneuf            |
|  | Georges-Honoré Simard                                      | Conservateur             | Québec-Centre       |
|  | Pierre-Joseph-Olivier Chauveau                             | Conservateur             | Comté de Québec     |
|  | Adolphe Guillet dit Tourangeau                             | Conservateur             | Québec-Est          |
|  | Thomas McGreevy                                            | Libéral-conservateur     | Québec-Ouest        |
|  | Thomas McCarthy (décède en fonction)                       | Conservateur             | Richelieu           |
|  | Georges Isidore Barthe8                                    | Conservateur indépendant | Richelieu           |
|  | William Hoste Webb                                         | Conservateur             | Richmond—Wolfe      |
|  | George Sylvain                                             | Conservateur             | Rimouski            |
|  | Guillaume Cheval dit Saint-Jacques                         | Libéral                  | Rouville            |
|  | Élie Lacerte                                               | Conservateur             | Saint-Maurice       |
|  | Lucius Seth Huntington                                     | Libéral                  | Shefford            |
|  | Alexander Tilloch Galt                                     | Libéral-conservateur     | Ville de Sherbrooke |
|  | Luc-Hyacinthe Masson                                       | Conservateur             | Soulanges           |
|  | A.-Édouard Kierzkowski (décédé en fonction)                | Libéral                  | Saint-Hyacinthe     |
|  | Louis Delorme9                                             | Libéral                  | Saint-Hyacinthe     |
|  | François Bourassa                                          | Libéral                  | Saint-Jean          |
|  | Charles Carroll Colby                                      | Libéral-conservateur     | Stanstead           |
|  | Charles-Frédéric-Adolphe Bertrand                          | Conservateur             | Témiscouata         |
|  | Louis-Rodrigue Masson                                      | Conservateur             | Terrebonne          |
|  | Louis-Charles Boucher de Niverville (quitte ses fonctions) | Conservateur             | Trois-Rivières      |
|  | William McDougall10                                        | Conservateur             | Trois-Rivières      |
|  | Jean-Baptiste Daoust                                       | Conservateur             | Deux-Montagnes      |
|  | Donald McMillan                                            | Conservateur             | Vaudreuil           |
|  | Félix Geoffrion                                            | Libéral                  | Verchères           |
|  | Moïse Fortier                                              | Libéral                  | Yamaska             |

1 Élu lors d'une élection partielle le 15 août 1870
2 Élu lors d'une élection partielle le 17 novembre 1871
3 Élu lors d'une élection partielle le 30 octobre 1869
4 Aucune élection dans Kamouraska en 1867 en raison d'émeutes ; Pelletier élu lors d'une élection partielle le 17 février 1869
5 Élu lors d'une élection partielle le 5 juillet 1870.
6 Élu lors d'une élection partielle le 15 septembre 1871.
7 Élu lors d'une élection partielle le 20 avril 1868.
8 Élu lors d'une élection partielle le 18 novembre 1870.
9 Élu lors d'une élection partielle le 1er septembre 1870.
10 Élu lors d'une élection partielle le 17 octobre 1868

## Ontario
|  | Nom                                | Parti                | Circonscription              |
|  | ---------------------------------- | -------------------- | ---------------------------- |
|  | James Lapum (en)                   | Conservateur         | Addington                    |
|  | Frederick William Cumberland (en)1 | Conservateur         | Algoma                       |
|  | David Mills (en)                   | Libéral              | Bothwell                     |
|  | John Young Bown                    | Libéral-conservatuer | Brant-Nord                   |
|  | Edmund Burke Wood                  | Libéral              | Brant-Sud                    |
|  | James Crawford                     | Conservateur         | Brockville                   |
|  | Alexander Sproat (en)              | Conservateur         | Bruce-Nord                   |
|  | Francis Hurdon (en)                | Conservateur         | Bruce-Sud                    |
|  | Thomas Roberts Ferguson            | Conservateur         | Cardwell                     |
|  | John Holmes (en)                   | Libéral-conservateur | Carleton                     |
|  | John Sandfield Macdonald           | Libéral              | Cornwall                     |
|  | John Sylvester Ross (en)           | Libéral-conservateur | Dundas                       |
|  | Francis H. Burton (en)             | Conservateur         | Durham-Est                   |
|  | Edward Blake                       | Libéral              | Durham-Ouest                 |
|  | Thomas William Dobbie              | Conservateur         | Elgin-Est                    |
|  | John H. Munroe                     | Conservateur         | Elgin-Ouest                  |
|  | John O'Connor                      | Conservateur         | Essex                        |
|  | George Airey Kirkpatrick (en)²     | Conservateur         | Frontenac                    |
|  | Donald Alexander Macdonald (en)    | Libéral              | Glengarry                    |
|  | Walter Shanly (en)                 | Conservateur         | Grenville-Sud                |
|  | George Snider (en)                 | Libéral              | Grey-Nord                    |
|  | George Jackson (en)                | Conservateur         | Grey-Sud                     |
|  | David Thompson                     | Libéral              | Haldimand                    |
|  | John White (en)                    | Libéral              | Halton                       |
|  | Charles Magill (en)                | Libéral              | Hamilton                     |
|  | John White (en)³                   | Conservateur         | Hastings-Est                 |
|  | Mackenzie Bowell                   | Conservateur         | Hastings-Nord                |
|  | James Brown (en)                   | Conservateur         | Hastings-Ouest               |
|  | Joseph Whitehead (en)              | Libéral              | Huron-Nord                   |
|  | Malcolm Colin Cameron (en)         | Libéral              | Huron-Sud                    |
|  | Rufus Stephenson (en)              | Conservateur         | Kent                         |
|  | John A. Macdonald                  | Libéral-conservateur | Kingston                     |
|  | Alexander Mackenzie                | Libéral              | Lambton                      |
|  | William C. B. McDougall            | Libéral-conservateur | Lanark-Nord                  |
|  | Alexander Morris                   | Conservateur         | Lanark-Sud                   |
|  | Francis Jones (en)                 | Conservateur         | Leeds-Nord et Grenville-Nord |
|  | John Willoughby Crawford (en)      | Conservateur         | Leeds-Sud                    |
|  | Richard John Cartwright            | Conservateur         | Lennox                       |
|  | Thomas Rodman Merritt4             | Libéral              | Lincoln                      |
|  | John Carling                       | Libéral-conservateur | London                       |
|  | Crowell Willson (en)               | Libéral-conservateur | Middlesex-Est                |
|  | Thomas Scatcherd (en)              | Libéral              | Middlesex-Nord               |
|  | Angus Peter McDonald (en)          | Conservateur         | Middlesex-Ouest              |
|  | Lachlin McCallum (en)              | Libéral-conservateur | Monck                        |
|  | Angus Morrison                     | Conservateur         | Niagara                      |
|  | Aquila Walsh                       | Conservateur         | Norfolk-Nord                 |
|  | Peter Lawson                       | Libéral              | Norfolk-Sud                  |
|  | Joseph Keeler (en)                 | Libéral-conservateur | Northumberland-Est           |
|  | James Cockburn                     | Conservateur         | Northumberland-Ouest         |
|  | John Hall Thompson (en)            | Libéral              | Ontario-Nord                 |
|  | Thomas Nicholson Gibbs             | Libéral-conservateur | Ontario-Sud                  |
|  | Joseph Currier                     | Libéral-conservateur | Cité d'Ottawa                |
|  | Thomas Oliver (en)                 | Libéral              | Oxford-Nord                  |
|  | Ebenezer Vining Bodwell (en)       | Libéral              | Oxford-Sud                   |
|  | John Hillyard Cameron              | Conservateur         | Peel                         |
|  | James Redford (en)                 | Libéral              | Perth-Nord                   |
|  | Robert MacFarlane (en)             | Libéral              | Perth-Sud                    |
|  | Peregrine Maitland Grover (en)     | Conservateur         | Peterborough-Est             |
|  | Charles Perry (en)                 | Conservateur         | Peterborough-Ouest           |
|  | Albert Hagar (en)                  | Libéral              | Prescott                     |
|  | Walter Ross (en)                   | Libéral              | Prince Edouard               |
|  | Francis Hincks5                    | Libéral-conservateur | Renfrew-Nord                 |
|  | John Lorn McDougall                | Libéral              | Renfrew-Sud                  |
|  | James Alexander Grant (en)         | Conservateur         | Russell                      |
|  | Thomas David McConkey              | Libéral              | Simcoe-Nord                  |
|  | William Carruthers Little (en)     | Libéral-conservateur | Simcoe-Sud                   |
|  | Samuel Ault (en)                   | Libéral-conservateur | Stormont                     |
|  | James Beaty                        | Conservateur         | Toronto-Est                  |
|  | John Morison (en)                  | Libéral              | Victoria-Nord                |
|  | George Kempt (en)                  | Libéral              | Victoria-Sud                 |
|  | Isaac Erb Bowman (en)              | Libéral              | Waterloo-Nord                |
|  | James Young (en)                   | Libéral              | Waterloo-Sud                 |
|  | Thomas Clark Street                | Conservateur         | Welland                      |
|  | James Ross (en)6                   | Libéral              | Wellington-Centre            |
|  | George Alexander Drew              | Libéral-conservateur | Wellington-Nord              |
|  | David Stirton                      | Libéral              | Wellington-Sud               |
|  | James McMonies                     | Libéral              | Wentworth-Nord               |
|  | Joseph Rymal                       | Libéral              | Wentworth-Sud                |
|  | Robert Alexander Harrison (en)     | Conservateur         | Toronto-Ouest                |
|  | James Metcalfe                     | Libéral              | York-Est                     |
|  | James Pearson Wells (en)           | Libéral              | York-Nord                    |
|  | Amos Wright7                       | Libéral              | York-Ouest                   |

1 Élu lors d'une élection partielle le 30 juin 1871
² Élu lors d'une élection partielle le 27 avril 1870
³ Élu lors d'une élection partielle le 20 mars 1871
4 Élu lors d'une élection partielle le 13 avril 1868
5 Élu lors d'une élection partielle le 13 novembre 1869
6 Élu lors d'une élection partielle le 18 janvier 1869
7 Élu lors d'une élection partielle le 14 août 1868

## Manitoba
Le Manitoba adhère à la confédération canadienne en 1870. Les élections partielles pour élire les députés du Manitoba se déroulent les 2 et 3 mars 1871.
|  | Nom                    | Parti                    | Circonscription |
|  | ---------------------- | ------------------------ | --------------- |
|  | John Christian Schultz | Conservateur             | Lisgar          |
|  | James S. Lynch (en)1   | Libéral                  | Marquette       |
|  | Angus McKay (en)1      | Conservateur             | Marquette       |
|  | Donald Alexander Smith | Conservateur indépendant | Selkirk         |
|  | Pierre Delorme         | Conservateur             | Provencher      |

1 Les deux candidats sont déclarés élus dans la circonscription en raison d'une égalité des voix.

## Colombie-Britannique
La Colombie-Britannique adhère à la confédération canadienne en 1871. Des élections partielles pour élire les députés de la province se déroulent en novembre et décembre de la même année.
|  | Nom                             | Parti                | Circonscription |
|  | ------------------------------- | -------------------- | --------------- |
|  | Joshua Spencer Thompson         | Libéral-conservateur | Caribou         |
|  | Hugh Nelson                     | Libéral-conservateur | New Westminster |
|  | Robert Wallace (en)             | Conservateur         | Vancouver       |
|  | Amor De Cosmos                  | Libéral              | Victoria        |
|  | Henry Nathan Jr. (en)           | Libéral              | Victoria        |
|  | Charles Frederick Houghton (en) | Libéral              | Yale            |

## Anciens députés de la1relégislature
Anciens députés à la Chambre des communes élus à la 1re législature.

### Décès
|  | Nom                           | Parti                | Circonscription   | Date de décès             | Successeur                                        |
|  | ----------------------------- | -------------------- | ----------------- | ------------------------- | ------------------------------------------------- |
|  | Thomas D'Arcy McGee           | Libéral-conservateur | Montréal-Ouest    | Assassiné le 7 avril 1868 | Michael Patrick Ryan (Libéral-conservateur)       |
|  | John Mercer Johnson           | Libéral              | Northumberland    | 8 septembre 1868          | Richard Hutchison (Libéral)                       |
|  | Thomas Sutherland Parker (en) | Libéral              | Wellington-Centre | 24 octobre 1868           | James Ross (en) (Libéral)                         |
|  | Thomas Killam (en)            | Anti-confédéré       | Yarmouth          | 15 décembre 1868          | Frank Killam (en) (Libéral)                       |
|  | William Joseph Croke (en)     | Conservateur*        | Richmond          | 11 mars 1869              | Isaac LeVesconte (en) (Conservateur)              |
|  | Thomas Kirkpatrick (en)       | Conservateur         | Frontenac         | 26 mars 1870              | George Airey Kirkpatrick (en) (Conservateur)      |
|  | William Henry Chipman (en)    | Libéral*             | King's            | 9 avril 1870              | Leverett de Veber Chipman (en) (Libéral)          |
|  | Alexandre Kierzkowski         | Libéral              | Saint-Hyacinthe   | 4 août 1870               | Louis Delorme (Libéral)                           |
|  | Thomas McCarthy               | Conservateur         | Richelieu         | 23 septembre 1870         | Georges Isidore Barthe (Conservateur indépendant) |
|  | William Murray Caldwell1      | Libéral              | Restigouche       | 29 septembre 1870         | George Moffat (Conservateur)                      |

* Élu en tant qu'anti-confédéré
1 Élu lors d'une élection partielle le 13 mars 1868

### Démissions
|  | Nom                                 | Parti                 | Circonscription | Motif/Date                                                                              | Successeur                                       |
|  | ----------------------------------- | --------------------- | --------------- | --------------------------------------------------------------------------------------- | ------------------------------------------------ |
|  | John McMillan                       | Libéral               | Restigouche     | Nommé Inspecteur des Postes le 15 février 1868                                          | William Murray Caldwell (Libéral)                |
|  | James Rea Benson                    | Libéral-conservateur  | Lincoln         | Nommé au Sénat le 14 mars 1868                                                          | Thomas Rodman Merritt (Libéral)                  |
|  | William Pearce Howland              | Libéral-conservateur  | York-Ouest      | Nommé lieutenant-gouverneur de l'Ontario le 14 juillet 1868                             | Thomas Rodman Merritt (Libéral)                  |
|  | Charles Fisher                      | Libéral               | York            | Nommé à la Cour suprême du Nouveau-Brunswick le 3 octobre 1868                          | John Pickard (Libéral indépendant)               |
|  | Louis-Léon Lesieur-Desaulniers      | Conservateur          | Saint-Maurice   | Démissionne le 29 septembre 1868                                                        | Élie Lacerte (Conservateur)                      |
|  | Louis-Charles Boucher de Niverville | Conservateur          | Trois-Rivières  | Démissionne le 30 septembre 1868                                                        | William McDougall (Conservateur)                 |
|  | Daniel McLachlin                    | Libéral               | Renfrew-Sud     | Démissionne le 3 juin 1869                                                              | John Lorn McDougall (Libéral)                    |
|  | Archibald Woodbury McLelan          | Libéral-conservateur* | Colchester      | Nommé au Sénat le 21 juin 1869                                                          | Adams George Archibald (Libéral-conservateur)    |
|  | John Rose                           | Libéral-conservateur* | Huntingdon      | Nommé au Sénat le 30 septembre 1869                                                     | Julius Scriver (Libéral)                         |
|  | John Rankin                         | Conservateur          | Renfrew-Nord    | Démissionne le 12 octobre 1869                                                          | Francis Hincks (Libéral-conservateur)            |
|  | Adams George Archibald1             | Libéral-conservateur  | Colchester      | Nommé lieutenant-gouverneur du Manitoba et des Territoires du Nord-Ouest le 19 mai 1870 | Frederick M. Pearson (en) (Libéral)              |
|  | Louis-Napoléon Casault              | Conservateur          | Bellechasse     | Nommé à la Cour supérieure du Québec le 26 mai 1870                                     | Télesphore Fournier (Libéral)                    |
|  | Brown Chamberlin                    | Conservateur          | Missisquoi      | Accepte le poste d'imprimeur de la Reine le 6 juin 1870                                 | George Barnard Baker (Libéral-conservateur)      |
|  | Pierre-Gabriel Huot                 | Libéral               | Québec-Est      | Démissionne le 14 juin 1870 pour devenir Maître des postes du Québec                    | Adolphe Guillet dit Tourangeau (Conservateur)    |
|  | Robert Read (en)                    | Conservateur          | Hastings-Est    | Nommé au Sénat le 24 février 1871                                                       | John White (en) (Conservateur)                   |
|  | Wemyss Mackenzie Simpson (en)       | Conservateur          | Algoma          | Nommé Commissaire indien pour la Terre de Rupert le 26 avril 1871                       | Frederick William Cumberland (en) (Conservateur) |
|  | Joseph Dufresne                     | Conservateur          | Montcalm        | Démissionne le 13 juillet 1871                                                          | Firmin Dugas (Conservateur)                      |
|  | Christopher Dunkin                  | Conservateur          | Brome           | Nommé à la Cour supérieure du Québec le 24 octobre 1871                                 | Edward Brock Carter (Conservateur)               |

* Élu en tant qu'anti-confédéré
1 Élu lors d'une élection partielle le 9 septembre 1869

## Sources
- Site web du Parlement du Canada

- (en) Cet article est partiellement ou en totalité issu de l’article de Wikipédia en anglais intitulé « 1st Canadian Parliament » (voir la liste des auteurs).